# Lewis Rainer
Lewis Rainer, född 1989, är en brittisk skådespelare som främst är känd för att ha spelat en av huvudrollerna i filmen The Crash. Han har även medverkat i ett avsnitt av Kommissarie Banks, samt ett antal andra roller. Dessutom har han en av huvudrollerna i TV-dramat One Day Like This som filmas av BBC.
Rainer har en examen från Guildford School of Acting.

## Filmografi
- 2007 - Grange Hill (Ross Duncan, sex avsnitt)
- 2007 - Holly Oaks (Jay, ett avsnitt)
- 2011 - Holby City (Paris Blackshaw)
- 2012 - Dani's House (Alex, sex avsnitt)
- 2012 - Wasteland (PC Nixon)
- 2012 - Kommissarie Banks - Dry Bones That Dream (Tom Rothwell)
- 2013 - The Crash
- 2013 - Dracula (TV-serie) - Daniel Davenport
- 2013 - Death Comes to Pemberley (Will Bidwell)